# Schaar (Wilhelmshaven)
Schaar ist ein Stadtteil der kreisfreien Stadt Wilhelmshaven in Niedersachsen. Zum Stadtteil gehören die Stadtviertel Schaar, Maadetal-Nord, Maadetal-Mitte, Schaardeich und Potenburg.

## Lage
Der Stadtteil Schaar erstreckt sich entlang der mittelalterlichen Deichzüge der Schaarreihe und des Schaardeiches. Das ursprüngliche Zentrum der Wurtensiedlung lag am Schaarmarkt. Heute prägen neue Wohngebiete mit Einfamilienhäusern Schaar.

## Namensherkunft
Der Name Schaar leitet sich von dem Begriff schar, schore, schor oder schare ab und bedeutet schräg bzw. abschüssig. Er bezeichnet ein Gebiet, das ohne Vorland direkt am Wasser liegt.

## Geschichte
Schaar wird erstmals in einer Urkunde vom 17. Februar 1416 als Up der Schore erwähnt. Die Wurtensiedlung im Kirchspiel Neuende entstand vermutlich im Verlauf von Landgewinnungs- und Eindeichungsmaßnahmen am südlichen Ufer der Maadebucht. Schaar entwickelte sich im Mittelalter zum verkehrsgünstig am Fahrwasser der Maade gelegenen Hafen. Die auf der nahe gelegenen Sibetsburg wohnenden friesischen Häuptlinge von Rüstringen nutzten den Hafen und sollen den Kaperschiffen der Vitalienbrüder Zuflucht gewährt haben.
Die Ortschaft entstand aus einer 4,30 Meter über NN gelegenen Hauptwurt und mehreren kleineren Nebenwurten. Die Hauptwurt war rund 250 Meter lang und 130 Meter breit. Von hier dehnte sich die Bebauung am Ende des 19. Jahrhunderts in Richtung Kirchreihe, Aldenburg und Ebkerige aus. Ausschlaggebend war der Zuzug von Wilhelmshavener Werftarbeitern der Kaiserlichen Kriegsmarinewerft und der Bau des Forts Schaar, einer Befestigung, die 1870/1871 zur Verteidigung des Jadegebiets und des preußischen Kriegshafen angelegt wurde.
Ab 1996 entstanden im Stadtteil Schaar mehrere neue Wohngebiete. Die Bebauung erfolgte im Rahmen eines übergeordneten Projektes, das von der Stadtverwaltung den Arbeitstitel „Wohnstadt West“ erhielt. Mit dem Projekt sollte das bis dahin rein landwirtschaftlich genutzte Gebiet nördlich der Bundesstraße 210 zwischen Europaviertel und der Maade bebaut werden. Die dabei entstandenen neuen Wohngebiete Maadetal-Nord, Maadetal-Mitte, Schaardeich und Potenburg gehören offiziell als Stadtviertel zum Stadtteil Schaar.
Die Bautätigkeit hat zum Zuzug junger Familien geführt, so dass Schaar von den Wilhelmshavener Stadtteilen (Stand: 2016) den niedrigsten Altersdurchschnitt (40,9 Jahre, Whv-Durchschnitt 46,3) und den höchsten Anteil an Haushalten mit Kindern (32,1 %, Durchschnitt 15,2 %) hat.

## Einwohner

### Entwicklung
Von dem Jahr 1997 bis zum Stichtag 31. Dezember 2007 stieg die Einwohnerzahl von 974 auf 2422. Fortlaufend kann man sagen, dass die Einwohnerzahl von Jahr zu Jahr leicht abgenommen hat (Stand 2017). Der Grund für die enorme Zunahme ist, dass in den vergangenen Jahren große Flächen des Stadtteils als Bauland ausgewiesen worden sind. Neue Wohngebiete entstanden, in denen vor allem Familien mit Kleinkindern ihren Traum vom Eigenheim verwirklichen konnten.

### Ausländer- und Migrantenanteil
Der Anteil der Ausländer liegt in Schaar bei 3,1 % bei einem Wilhelmshavener Durchschnitt von 9,6 %. Der Anteil der Migranten liegt bei 29,5 % bei einem städtischen Durchschnitt von 21,8 %.

### Besiedlung
Schaar hat eine Fläche von 127,8 Hektar. Die Einwohnerdichte beträgt 19 Einwohner je Hektar, wobei in den eng bebauten Vierteln Maadetal-Mitte und Maadetal-Nord der Wert fast doppelt so hoch ist (Stand 2007).

### Alter
Mit einem Durchschnittsalter von 42,5 Jahren hat Schaar mit die jüngste Bevölkerung im gesamten Stadtgebiet. Dies liegt daran, dass die 45- bis 55-Jährigen am meisten vertreten sind in diesem Gebiet. Auch die Minderjährigen heben den Altersdurchschnitt, da diese 18,2 % der Einwohner einnehmen.

### Familienstand
In Schaar leben die meisten verheirateten Paare (55,4 %), was über dem Durchschnitt der Stadt liegt. Das Durchschnittsalter lässt auch auf eine hohe Anzahl an Haushalten mit Kindern schließen: 28,1 % der Einwohner haben ein oder mehrere Kinder. Den größten Anteil nehmen hier die 10- bis 14-Jährigen ein.

### Einwohnerbewegung
Der Stadtteil Schaar konnte im Jahr 2007 einen Geburtenüberschuss von 2 Einwohnern verzeichnen. 15 Geburten standen 13 Sterbefälle gegenüber. Im Jahr 2017 hält sich dies allerdings fast die Waage: 15 Geburten stehen 16 Sterbefällen gegenüber. Ähnlich sieht das ganze auch bei den Zu- und Fortzügen aus: Im Jahr 2017 stehen 184 Zuzüge 186 Fortzügen gegenüber, was einen Verlust von 2 Einwohnern bedeutet.